# تونی (فیلم ۲۰۱۳)
«تونی» (کنادا: ಟೋನಿ) فیلمی در ژانر درام و رمانتیک است که در سال ۲۰۱۳ منتشر شد.